# أوم براكاش تشوتالا
أوم براكاش تشوتالا (1 يناير 1935 - 20 ديسمبر 2024) هو سياسي هندي من الزط، شغل منصب رئيس وزراء ولاية هاريانا السابع. كان ابن نائب رئيس وزراء الهند السادس، تشودري ديفي لال. حمل الرقم القياسي لكونه أكبر سجين سناً في سجن تيهار في دلهي (89 عاماً)، بعد صدور الحكم عليه في عام 2022. شغل منصب رئيس وزراء ولاية هاريانا لأكبر عدد من الفترات (خمسة).
تزوج تشوتالا من سنيه لاتا، التي توفيت في أغسطس 2019، وأنجبا ولدان وثلاث بنات، بما في ذلك أبهاي سينغ تشوتالا وأجاي سينغ تشوتالا. كان أبهاي عضوًا في الجمعية التشريعية لولاية هاريانا من دائرة إلين آباد، وكان أيضًا زعيم المعارضة في الجمعية التشريعية لولاية هاريانا من أكتوبر 2014 حتى مارس 2019. شغل دوشيانت تشوتالا، حفيد أوم براكاش، منصب نائب رئيس وزراء ولاية هاريانا، وهو أيضًا عضو سابق في البرلمان في مجلس النواب من دائرة هيسار.